# Anabel (desenho animado)
Anabel é uma série de desenho animado brasileira criada por Lancast Mota e produzida pela Martineli Films. Contou com duas temporadas, com a primeira temporada com 13 episódios, lançada em 2005 sendo dois dos episódios feitos em animação tradicional, e o resto dos 11 episódios junto com a segunda lançada em 2010 sendo feitos em animação em flash.
Foi primeiramente exibida pela Nickelodeon Brasil e mais tarde pela TV Rá-Tim-Bum ambos em canal fechado e, na TV Brasil em canal aberto. Além disso, também contou com tirinhas semanais publicadas pela revista Recreio durante algum tempo.

## Enredo
A série gira em torno das aventuras da personagem título Anabel, uma menina solitária que adora ler. Anabel é uma típica garota brasileira que mora no Rio Grande do Sul da década de 30. Apesar de ser uma garotinha Anabel está sempre em meio a aventuras fantásticas e sobrenaturais ao lado de criaturas da imaginação. Ela mora com seus pais ingênuos e também é amiga do Del. Caranguejo.
Sua segunda temporada passa por uma mudança drástica. Anabel passa a morar em tempos atuais e não é solitária tendo um amigo chamado Ulisses, além do corvo mágico Téo que a transporta pelo espaço. Suas aventuras também ficam mais infantis e com menos ficção, porém a personagem não abandona seu amor pelos livros.

## Personagens
- Anabel - A protagonista gaúcha. Uma menina aventureira e medrosa que adora ler livros de ficção e frequentemente encara seres sobrenaturais que somente ela acredita. Está sempre andando com um vestido preto, um par de sapatos escuros e possui o cabelo preso por dois laços vermelhos formando maria-chiquinhas. Na primeira temporada era uma garota solitária, mas na 2ª temporada passa a ser vista indo para escola e tendo vários colegas entre eles Ulisses que é o seu melhor amigo. Uma mudança notável é sua pele que na 1ª temporada tinha um tom mais rosado e na 2ª fica normal.

- Pai e Mãe - Os pais sem nome da Anabel. São ingênuos e não acreditam nas afirmações da filha. Seu pai trabalha como farmacêutico, passando a ser um cozinheiro num programa culinário, na 2ª temporada, enquanto que sua mãe é professora, mais específicamente de história.

- Ulisses - O melhor amigo de Anabel. Um menino gordinho e encrenqueiro que tudo que ele tenta fazer se transforma em desastres. Foi criado originalmente nas tirinhas da Recreio e posteriormente foi introduzido na 2ª temporada.

- Théo - Um corvo mágico amigo de Anabel e Ulisses. Ocasionalmente vai a casa dela teletransportá-la para um lugar no mundo e somente Anabel e Ulisses conseguem vê-lo. Ele usa um chapéu-coco e um par de sapatos. Ele aparece somente na 2ª temporada.

- Inspetor Caranguejo - Um inspetor e detetive amigo de Anabel. Ele aparece somente nos episódios "O Homem Fornalha" onde tenta capturar um ladrão de brinquedos com a ajuda de Anabel e "Natal", Onde ele e Anabel desvendam o caso do peru desaparecido.

Nickelodeon, sua emissora original em 2005. A animação foi classificada como o primeiro desenho animado brasileiro a ser produzido pela emissora americana.

## Episódios

### Rapidinhas: 2004
No ano de 2004, havia um pequeno concurso de curtas e rapidinhas no 
Brasil, as rapidinhas de Anabel por Lancast Mota foi um dos concorrentes, para quem ganhasse teria um desenho animado, Anabel venceu e teve um desenho, esses são os mini desenhos:
- 1 - O Sapo: Um sapo tenta convencer Anabel que, se ela beijar ele, ele vai virar um lindo príncipe, mas Anabel o rejeita. No final, descobre-se que o sapo estava mentindo.
- 2 - Velhinha: Uma velhinha tenta convencer Anabel a entrar em sua casa por ter ajudado ela com as compras, mas Anabel recusa. No final, descobre-se que dentro da casa tinha uma enorme planta carnívora com ossos no chão.
- 3 - Linguiça: Anabel vai comprar 1 kg de linguiça e quem abre a porta é uma linguiça que fala, ela pergunta o que ela quer e Anabel responde nada e vai embora com medo (no reflexo do vidro do açougue, dá pra perceber o açougueiro sendo atacado por algo que parece ser uma linguiça).
- 4 - Arvoreca: Anabel vai até uma árvore com folhas caindo achando que é Outono, mas a árvore afirma que na verdade ela só está ficando careca.
- 5 - Nuvens: Anabel olha as nuvens com formato de ovelhas, e no final aparece uma nuvem com o formato de um lobo.
- 6 - Gripe: A mãe de Anabel pede para ela se agasalhar para não pegar gripe, e Anabel ignora ela, até que enquanto ela anda na rua, ela encontra o vírus da gripe em uma esquina.
- 7 - Monstros: Anabel está andando na calçada quando é parada por um monstro disfarçado, ele fala para ela entrar no beco e ver uma coisa maravilhosa, mas Anabel se afasta ao sentir um bafo horrível de dentro. No final, mostra o monstro disfarçado falando para outro monstro maior dentro do beco para ele escovar os dentes, o monstro pergunta para quê se faz semanas que eles não comem nada.
- 8 - Boneca: Anabel vai até um homem pedindo para que ele concerte sua boneca que está com o braço solto, até que no final mostra a sala dos fundos, onde tem várias bonecas sendo torturadas.
- 9 - Olhos da Cara: Anabel quer comprar uma boneca, mas ela é muito cara. No final, mostra Anabel andando com a mesma boneca nas mãos, só que Anabel está sem seus olhos (como um trocadilho).
- 10 - Banho: Anabel vai tomar um banho, e ela tira sua roupa e sua pele, e no final mostra ela se ensaboando só com seu esqueleto

### 1ª Temporada: 2005
- 1 - O Dragão Valente: Passeando pelo parque, Anabel encontra uma argola. A noite o dono da argola, um dragão chamado Aragão volta para buscá-la junto de seu amigo Valfredo. Anabel os segue e descobre que eles estavam em missão em deter um cavaleiro tirano faminto por panquecas.
- 2 - O Homem Fornalha: Os brinquedos das crianças começam a sumir misteriosamente. Este é um caso para Anabel e Inspetor Caranguejo resolverem.
- 3 - Voando no Tempo: Isabel, bisneta de Anabel vem do futuro e juntas vão para o passado e encontram Abel, bisavô de Anabel. Os 3 viajam para Paris de 1906 , alguns dias antes de Santos Dumont fazer o seu famoso voo com o 14-bis.
- 4 - A Floresta dos Cogumelos: Anabel come um pedaço de pizza estragado e começa a sofrer uma mutação. Ela precisa encontrar o antídoto antes de se transformar por completo em um cogumelo. Anabel contará com a ajuda de Jean-Jean e Furquion para guiá-la até o centro da floresta de cogumelos.
- 5 - A Velha Doceira: Para a alegria da Anabel, uma nova loja de doces é aberta no bairro. Ao entrar lá ela rapidamente simpatiza com a doceira que lhe dá vários doces de graça, porém ela acaba descobrindo que a doceira é uma bruxa que adora fazer doces.
- 6 - O Ninho das Harpias: Durante a noite, Anabel é levada por uma estranha criatura alada através dos oceanos para uma misteriosa ilha. Lá ela descobre por meio de uma velha que será a próxima a ocupar seu posto de chocar um ovo real pertencente a um bando de harpias gananciosas.
- 7 - Invasão dos Olhos: A vida segue tranquila até que um dia a cidade é invadida por milhares de olhos. Ninguém mais tem privacidade, o que fazer para se livrar dos curiosos olhos?
- 8 - A Caixa dos Monstros: Para se livrar de diversas incomodações, Anabel pede ajuda a sua avô, que lhe envia uma caixa, que vem com um aviso: deve sempre ficar fechada durante a noite.
- 9 - Fome Noturna: Faz um calor infernal durante a noite. Anabel vai beber água na cozinha e ver que seus pais sumiram. Ela sai de casa e vai procurar ajuda na casa de sua avó e descobre que todas as pessoas da cidade também sumiram.
- 10 - O Visitante: Durante o carnaval, Anabel faz amizade com um estranho ser.
- 11 - A Convenção das Bruxas: Anabel é convidada para um estranho ritual à meia-noite. Ela e mais 3 pessoas: Um jornaleiro, uma senhora e uma velhinha que busca sua irmã desaparecida. De repente, 4 bruxas aparecem e revelam que os convidaram para tratar de um assunto sério: O desmatamento da natureza.
- 12 - O Cachorro Escritor - Parte 1: Anabel descobre que seu escritor favorito é na verdade um cão, e ele está procurando material novo em um assalto sério.
- 13 - O Cachorro Escritor - Parte 2: Borges é sequestrado pelos meliantes do crime, mas deixa uma pista para lhe encontrarem.

### 2ª Temporada: 2010
- 1 - Meu Amigo Fantasma: Nas férias, Anabel vai para um hotel antigo e de repente, dá de cara com Boo, um fantasma colecionador de óculos.
- 2 - A Viagem: Anabel e Ulisses vão numa viagem imaginária num carro velho, cheia de perigos.
- 3 - O Baile: Anabel é misteriosamente convidada para um baile anual, mas na verdade é um plano para comê-la, planejado pelo Conde Vladimir. Mas seu sobrinho, Francis, a ajuda a escapar da malandragem.
- 4 - Pix e Pax: Uma nave cai no parque e Anabel descobre que são alienígenas que falam a língua do P. Ela tem que os esconder rápido, pois eles serão resgatados daqui a 3 ciclos (dias), enquanto Ulisses não acredita em Anabel.
- 5 - O Caminho da Padaria: Sempre que Anabel vai à padaria, o cachorro Pérfido aparece e a assusta. Ela então resolve dar uma lição nele.
- 6 - Secos e Molhados: Em um dia de chuva, o corvo Théo leva Anabel e Ulisses para um lugar seco, mas o que eles não sabem é que lá vivem canibais.
- 7 - A Lista: Hoje é o último dia das férias, e Anabel e Ulisses terão que fazer tudo que está na lista.
- 8 - Minhas Férias: Na volta as aulas, todos contam suas experiências e aventuras. Anabel conta a aventura com o fantasma colecionador de óculos.
- 9 - A História de Cristóvão e Heloísa: Em uma excursão da escola, Anabel descobre a história de sua escritora favorita.
- 10 - Rapto de Natal: O peru de Natal da família de Anabel é roubado no meio da noite.
- 11 - Cozinha Experimental: O pai da Anabel tenta achar alguma receita original para seu programa culinário.
- 12 - Lobo Mau e a Vovozinha: Anabel visita uma livraria mágica e conhece os personagens dos contos de fadas.
- 13 - O Desafio: Ulisses pede ajuda de Anabel para ganha uma batalha de aviãozinhos de papel contra o filho do general.